# Arçay (Cher)
Arçay – miejscowość i gmina we Francji, w Regionie Centralnym, w departamencie Cher.
Według danych na rok 1990 gminę zamieszkiwało 378 osób, a gęstość zaludnienia wynosiła 21 osób/km² (wśród 1842 gmin Regionu Centralnego Arçay plasuje się na 773. miejscu pod względem liczby ludności, natomiast pod względem powierzchni na miejscu 745.).